# Казаков, Николай Федотович
Николай Федотович Казаков (1906, дер. Асеково, Смоленская губерния — 1984, Москва) — советский учёный в области сварочных процессов, металлургии и технологии металлов. Изобретатель. Доктор технических наук (1963). Заслуженный деятель науки и техники РСФСР. Лауреат Ленинской премии в области науки и техники (1984).

## Биография
Родился в бедной крестьянской семье. В 1923 году создал в селе первую комсомольскую ячейку. В 1925 году уехал в Ленинград, работал слесарем в Главных мастерских Северо-Западной железной дороги.
В 1928—1932 годах — на руководящей комсомольской работе, с 1932 — слушатель Промакадемии.
После окончания в 1937 году Всесоюзной промышленной академии в Москве работал заместителем главного инженера машиностроительного завода, а затем — начальником строительства авиационного завода.
В 1943—1946 годах являлся директором авиационного завода № 41 (ныне Московский машиностроительный завод «Авангард»).
С 1948 года — откомандирован в систему АН СССР.
В 1951 году защитил кандидатскую диссертацию, с 1963 года — доктор технических наук. В 1957 году возглавил кафедру технологии металлов Московского авиационного технологического института.
Разработал принципиально новый способ соединения материалов — диффузионную сварку в вакууме, принесшую ему широкую известность в СССР и за рубежом.
Н. Ф. Казаков — более 500 опубликованных работ, в том числе, нескольких крупных монографий и учебников. У него 66 авторских свидетельств. Девять патентов получены на его изобретения за рубежом.
Также Н. Ф. Казаков — автор многих статей и книг, в том числе мемуаров «Годы и десятилетия» (1982).

## Награды
- орден Ленина,
- орден Отечественной войны 1-й степени,
- орден «Знак Почёта»,
- медали,
- Ленинская премия в области науки и техники (за разработку и широкое внедрение в производство диффузной сварки металлических и неметаллических материалов)
- Почётный гражданин г. Сычёвка (1983).